# Рада керівників Федеральної резервної системи
Рада керівників Федеральної резервної системи (англ. The Board of Governors of the Federal Reserve System) — керівний орган Федеральної резервної системи, що складається з 7 осіб, яких призначає президент США, а потім затверджує Сенат на 14 років без права продовження повноважень, при цьому кожні два роки один із членів Ради замінюється. Це робиться для того, щоб дати можливість Раді діяти послідовно, мати компетентних членів, зберігати незалежність або автономію. Призначення, а не обрання, складу Ради тривалий термін має на меті відокремити кредитно-грошову політику держави від політики конкретних партій. 
Зобов'язана здійснювати нагляд та контроль за діяльністю фінансової та банківської систем. Саме Рада формулює основні правила політики, яким слідує банківська система.
Має трьома інструментами фінансового контролю, з яких може впливати на резерви комерційного банку:
1. Операції на відкритому ринку
2. Зміна норми резервування
3. Зміна облікової ставки